# بلخان‌آباد
بَلخان‌آباد یا بَلخ یا بَلخ آباد (به ترکمنی: Balkanabat، بالقان‌آبات) شهری در ترکمنستان، مرکز استان بلخان است. این شهر بزرگترین مرکز تولید و پالایش نفت و گاز ترکمنستان به شمار می‌آید و بیشتر چاه‌های نفت و گاز در این استان قرار دارد.
نام پیشین آن نبیت‌داغ (به معنی «کوه نفت») بود. این شهر ۴۰۰ کیلومتر با عشق آباد و ۱۱۰ کیلومتر با گمیشان فاصله دارد.

## تقسیمات اداری
شهر بلخان‌آباد، به عنوان شهر ‌هم‌درجه شهرستان تعریف شده و مستقیم تحت مدیریت استان بلخان می‌باشد. از این رو، تحت مدیریت این شهر، تقسیمات اداریی تعریف شده‌اند.
- شهرک‌ها (şäherçeler، شأهرچه‌لر)
  - قوم‌داغ (Gumdag، قوُم‌داغ)
  - خزر (Hazar، حازار) 
    - شامل روستای قره‌گول (Garagöl، قاراگؤل)

  - جبل
  - اوغلان‌لی (Oglanly، اوغلان‌لیٛ)
    - شامل روستای اوغلانلی (Oglanly obasy، اوغلانلیٛ اوْباسیٛ)

  - اوزبوی (Uzboý،‌ اوُزبوْی) 
    - شامل روستاهای زحمت (Zähmet، زأحمت)
    - توقفگاه ۱۲۳-ام (123-nji duralga، ۱۲۳-نجی دوُرالغا)
    - ملاقره (Mollagara، موْلّاقارا)

## تاریخ
این شهر در کنار راه آهن سراسری و ترانزیتی ماوراء خزر در سال ۱۹۳۳ با ساخت ایستگاه قطار به صورت روستایی کوچک شکل گرفت. سالهای بعد با کشف میدان‌های گازی و نفتی در منطقه جهت بهره‌برداری و اکتشاف جمعیت زیادی را پذیرا گشت. سال ۱۹۴۶ با گسترش مساحت روستا، طی مصوبهٔ شوراهای روستای نفت و پولک این دو روستا با هم ادغام و از روستا به شهر ارتقا یافت. پس از استقلال ترکمنستان از اتحادیه جماهیر شوروی نفت داغ به مرکز استان بلخان ارتقا یافت. سال ۱۹۹۹ نام این شهر به بلخان آباد تغییر نمود. در سال‌های اخیر، شهرکها و روستاهای اطراف نیز از لحاظ اداری ملحق به بلخان‌آباد شده‌اند. به‌طور مثال در تاریخ ۹ نوامبر ۲۰۲۲، دو شهرک قوم‌داغ و خزر استقلال اداری خود را از دست دادند و به شهر بلخان‌آباد ملحق شدند.
در سالهای اخیر با افزایش ساخت و ساز و همچنین درآمدهای هنگفت دولت از چاه‌های نفت باعث گردیده تا دولت مرکزی توجه بیشتری به این شهر نماید. از جمله اقدامات مهم می‌توان به تعریض معابر و گذرگاه‌ها، مرمت بافت‌های قدیمی و فرسوده شهر و حاشیه شهر، اصلاح قوانین شهرسازی، ایجاد مراکز فرهنگی، درمانی و آموزشی همچون پارک، بیمارستان، آمفی تئاتر، سالن ورزشی، فرودگاه و… اشاره نمود.